# Ocho apellidos catalanes
 (mai 2025).
Si vous disposez d'ouvrages ou d'articles de référence ou si vous connaissez des sites web de qualité traitant du thème abordé ici, merci de compléter l'article en donnant les références utiles à sa vérifiabilité et en les liant à la section « Notes et références ».
Pour plus de détails, voir Fiche technique et Distribution.
Ocho apellidos catalanes (litt. « Huit noms de famille catalans ») est un film espagnol réalisé par Emilio Martínez-Lázaro, sorti en 2015.
Il est la suite du film Ocho apellidos vascos, deuxième plus grand succès au box-office espagnol sorti l'année précédente.